# Jouée
La jouée est l'épaisseur d’une muraille dans la partie où une baie, une ouverture de porte, de fenêtre a été pratiquée.
- Jouée d'abat-jour : parement vertical et incliné de la muraille au pourtour d'une ouverture en abat-jour.
- Jouée de lucarne : parties verticales latérales et triangulaires comprises entre la toiture d'une lucarne et le toit, au milieu duquel elle se détache.
- Une jouée de stalles est une plaque ornementée qui se trouve aux extrémités des stalles du chœur d'une église.